# Türkân Akyol
Türkân Akyol, född 1928, död 2017, var en turkisk politiker.
Hon var hälsominister 1971. Hon var Turkiets första kvinnliga minister. 